# Årets coach
Le Årets Coach est un trophée remis annuellement au meilleur entraîneur de hockey sur glace suédois.

## Palmarès
- 1991-1992 - Tommy Sandlin, Brynäs IFF
- 1992-1993 - Tommy Sandlin, Brynäs IF
- 1993-1994 - Kent Forsberg, MODO hockey
- 1994-1995 - Sune Bergman, HV 71
- 1995-1996 - Lars Falk, Västra Frölunda HC
- 1996-1997 - Per Bäckman, Färjestads BK
- 1997-1998 - Bo « Kulon » Lennartsson, Färjestads BK
- 1998-1999 - Roger Melin, Brynäs IF
- 1999-2000 - Hardy Nilsson, Djurgårdens IF
- 2000-2001 - Peo Larsson, Timrå IK
- 2001-2002 - Jim Brithén, MODO hockey
- 2002-2003 - Conny Evensson, Västra Frölunda HC
- 2003-2004 - Pär Mårts, HV71
- 2004-2005 - Stephan « Lillis » Lundh, Frölunda HC
- 2005-2006 - Bengt-Åke Gustafsson, Suède
- 2006-2007 - Harald Lückner, MODO hockey
- 2007-2008 - Kent Johansson, HV 71
- 2008-2009 - Per-Erik Johnsson & Tommy Samuelsson, Färjestads BK[1]
- 2009-2010 - Hardy Nilsson, Djurgårdens IF
- 2010-2011 - Roger Melin, AIK IF
- 2011-2012 - Tommy Jonsson, Brynäs IF
- 2012-2013 - Peter Andersson, Örebro HK
- 2013-2014 - Hans Wallson, Skellefteå AIK
- 2014-2015 - Per Hånberg, Karlskrona HK
- 2015-2016 -
- 2016-2017 -